# Colibri cyanotus
El colibrí oreja violeta menor (Colibri cyanotus) es una especie de ave apodiforme de la familia Trochilidae perteneciente al género Colibri. Es nativo del este de América Central y del norte y oeste de América del Sur.

## Nombres comunes
Se le denomina también colibrí chico (en Argentina), orejivioláceo menor (en Panamá), colibrí verdemar (en Colombia), orejivioleta menor (en Ecuador), colibrí orejivioleta verde (en Venezuela), orejivioleta verde (en Ecuador), oreja-violeta menor (en Perú) o colibrí orejivioláceo verde (en Costa Rica).

## Distribución y hábitat
Se distribuye de forma disjunta por las montañas de Costa Rica y oeste de Panamá; en la cordillera de la Costa del norte de Venezuela, en la Serranía del Perijá, en la Sierra Nevada de Santa Marta y a lo largo de la cordillera de los Andes desde el oeste de Venezuela, por Colombia (presente en las tres cordilleras), Ecuador, tanto en la pendiente occidental hasta el norte de Perú, como en la oriental hasta el centro de Bolivia, con una población aislada en el noroeste de Argentina (en Tucumán).
Esta especie es considerada localmente común en sus hábitats naturales: los bordes de selvas húmedas montanas, claros y pastajes con árboles. En altitudes entre 600 y 3300 m.

## Sistemática

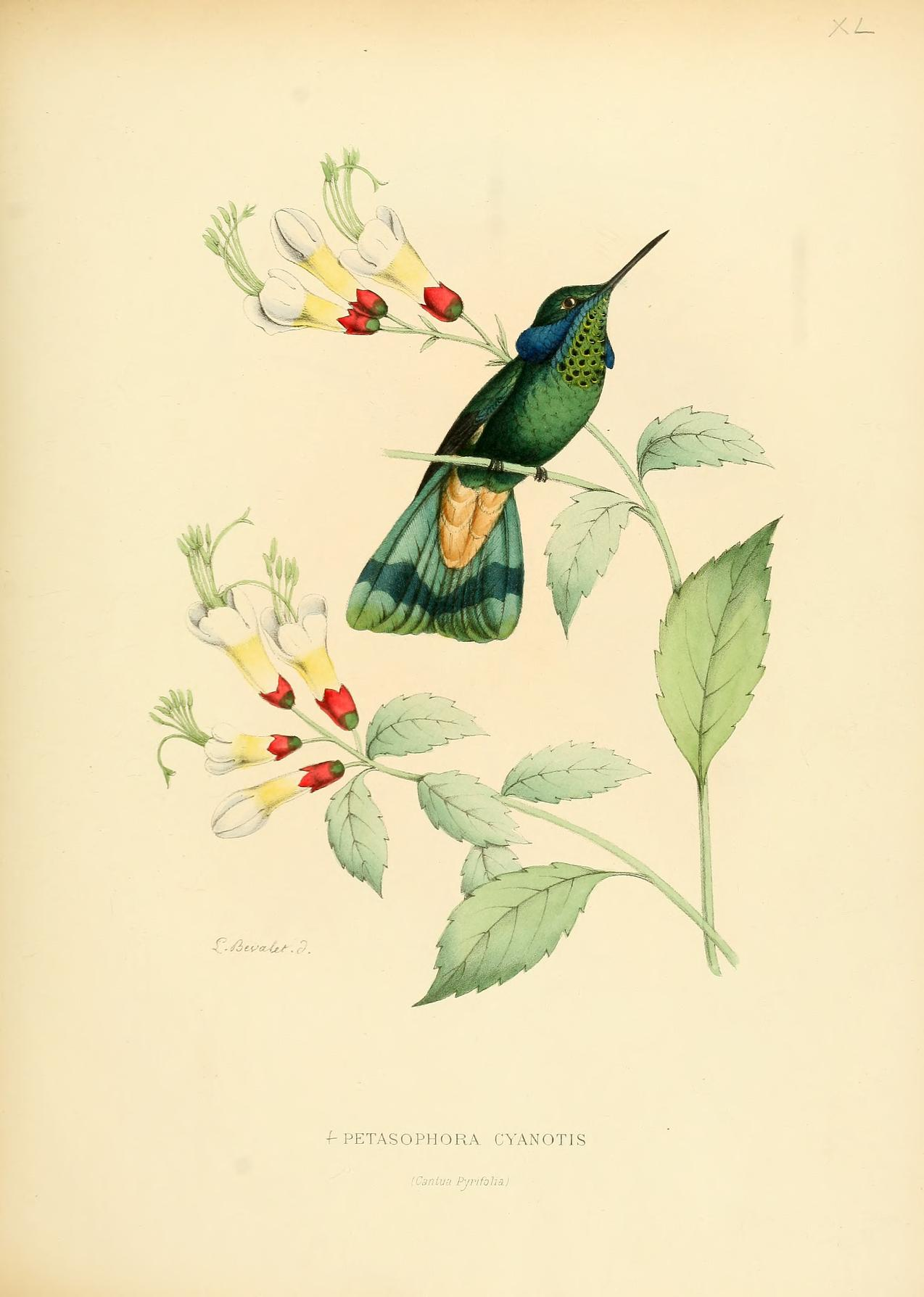
Petasophora cyanotis sinónimo de Colibri cyanotus, ilustración de Louis Victor Bevalet en Histoire naturelle des oiseaux-mouches, ou, Colibris constituant la famille des trochilidés, 1861.

### Descripción original
Esta especie fue descrita originalmente en el año 1843 por el ornitólogo y político francés Jules Bourcier, con el nombre científico de Trochilus cyanotus y con localidad tipo en: Caracas, Venezuela.

### Etimología
El nombre genérico masculino «Colibri» proviene de la palabra del español «colibrí» que designa de forma general a los troquílidos y tiene supuestamente origen en el Caribe; y el nombre de la especie «cyanotus», se compone de las palabras del griego «kuanos» que significa ‘azul oscuro’, y «ōtis» que significa ‘de oreja’.

### Taxonomía
En la primera mitad del siglo XX, Colibri cyanotus y Colibri thalassinus fueron consideradas especies separadas, hasta que en el año 1945 J.L. Peters las trató como conespecíficas, sin proporcionar argumentos para fundamentarlo. Desde entonces, y por alrededor de 75 años, ambos clados fueron tratados mayormente bajo un único nombre específico, Colibri thalassinus, adscribiendo bajo este a un conjunto de subespecies. Estas fueron divididas en dos grupos:
- Primer grupo. Solo integrado por la subespecie típica de C. thalassinus (C. thalassinus thalassinus) con una distribución geográfica septentrional, en áreas montañosas del centro y sur de México y Nicaragua. Se parece más a Colibri coruscans por exhibir una conspicua coloración azul en el plumaje ventral y por tener una tenue línea azul que conecta los parches azules de la cara a través del mentón.[10]
- Segundo grupo. Compuesto por las restantes subespecies, las que se distribuyen desde Costa Rica hasta el noroeste argentino.[11][12] Se parece más a Colibri serrirostris por no ser de coloración azul el plumaje ventral y por poseer el mentón completamente verde.

En el año 2015, J. V. Remsen, F. G. Stiles y J. A. McGuire revisaron los límites de estos taxones y concluyeron en volver a escindir de la especie C. thalassinus al segundo grupo, al que le restituyeron la categorización de especie independiente, bajo el nombre de Colibri cyanotus. El Comité de Clasificación de Sudamérica (SACC) reconoció la separación en la Propuesta No 796.

### Subespecies
Según la clasificación del Congreso Ornitológico Internacional (IOC) se reconocen cuatro subespecies, con su correspondiente distribución geográfica:
- Colibri cyanotus cabanidis (Heine, 1863)[17] – habita en Costa Rica y el oeste de Panamá.
- Colibri cyanotus crissalis Todd, 1942[18] – habita en los Andes de Perú, Bolivia y el noroeste de la Argentina.
- Colibri cyanotus cyanotus (Bourcier, 1843)[1] – habita en regiones montañosas de Venezuela, Colombia y Ecuador.
- Colibri cyanotus kerdeli Aveledo & Pérez, 1991[19] – habita en Venezuela.

La clasificación  Clements Checklist/eBird  no reconoce a la subespecie kerdeli como válida y la incluye en la nominal.